# Lacusovagus
Lacusovagus é um gênero de pterossauro da superfamília Azhdarchoidea, possivelmente da família Chaoyangopteridae. A espécie-tipo é denominada Lacusovagus magnificens. Seus restos fósseis foram encontrados no Brasil, na formação Crato de Nova Olinda e datam do Cretáceo Inferior. As maiores espécies chegavam a possuir uma envergadura de até cinco metros.